# Kuwahara Takeshi
Takeshi Kuwahara (sinh ngày 10 tháng 5 năm 1985) là một cầu thủ bóng đá người Nhật Bản.

## Sự nghiệp câu lạc bộ
Takeshi Kuwahara đã từng chơi cho Consadole Sapporo, Mito HollyHock, Thespa Kusatsu và Fukushima United FC.